# Zamek Beckov
Zamek Beckov (słow. Beckovský hrad, wcześniej Castrum Blundix, Blundus, Blondich, Bolondus, Bulunduz, Bolondóc) – rozległe ruiny zamku, położonego nad wioską o tej samej nazwie, administracyjnie w powiecie Nowe Miasto nad Wagiem.
Zamek jest bardzo dobrze widoczny z nieodległej autostrady D1.

## Historia

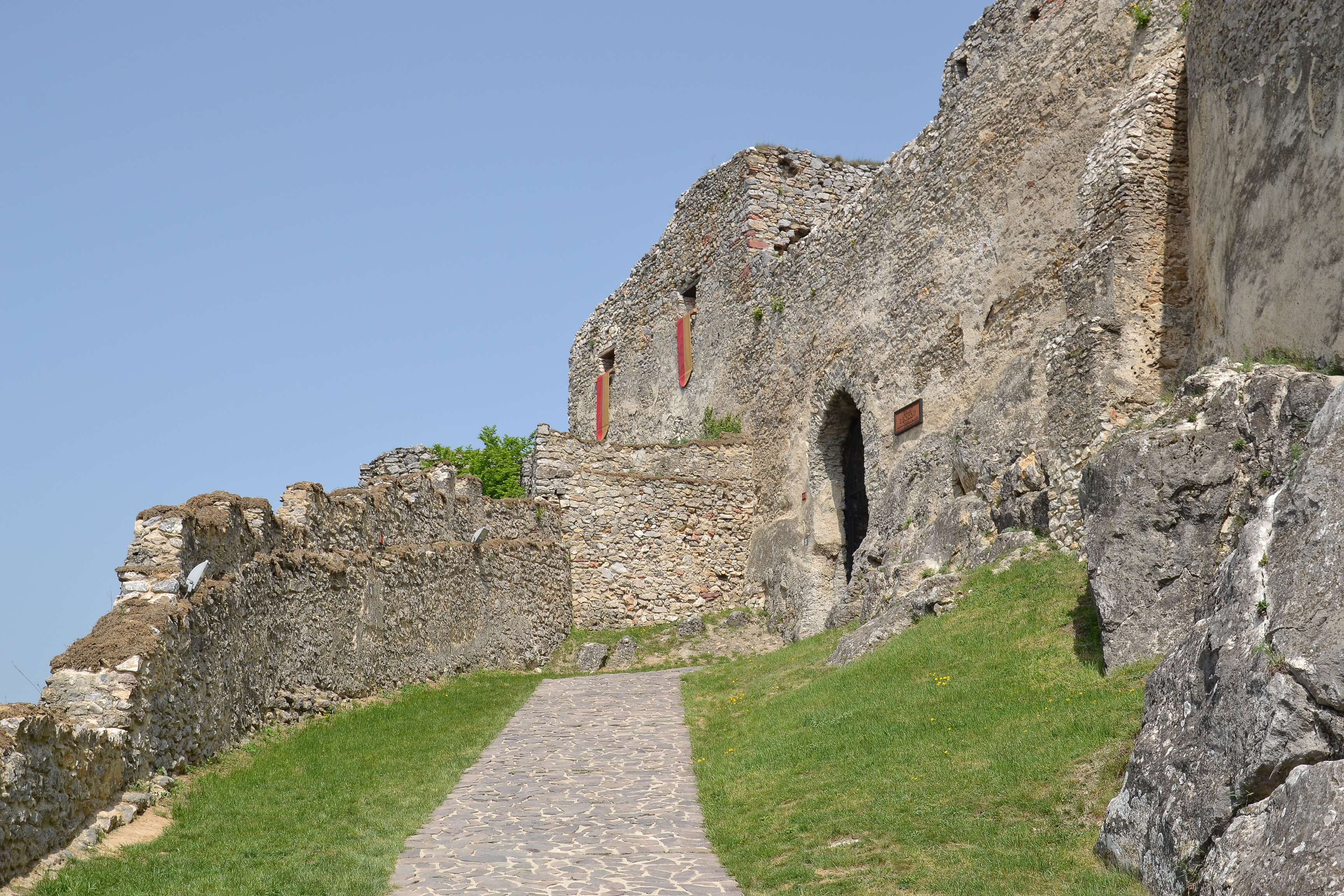
Podgrodzie i główna brama wejściowa na dolny dziedziniec

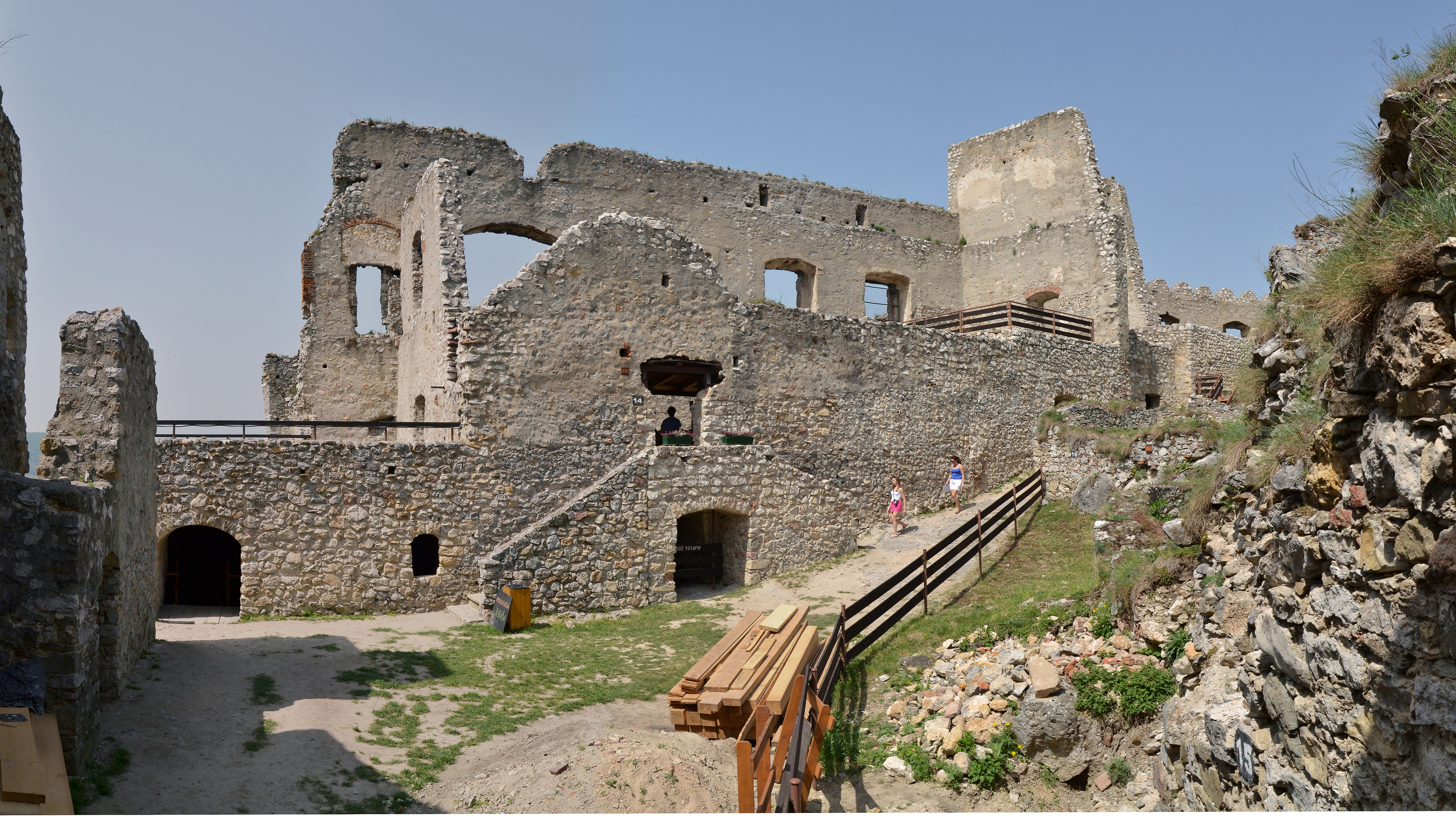
Ruiny zachodniego pałacu i zachodniej baszty

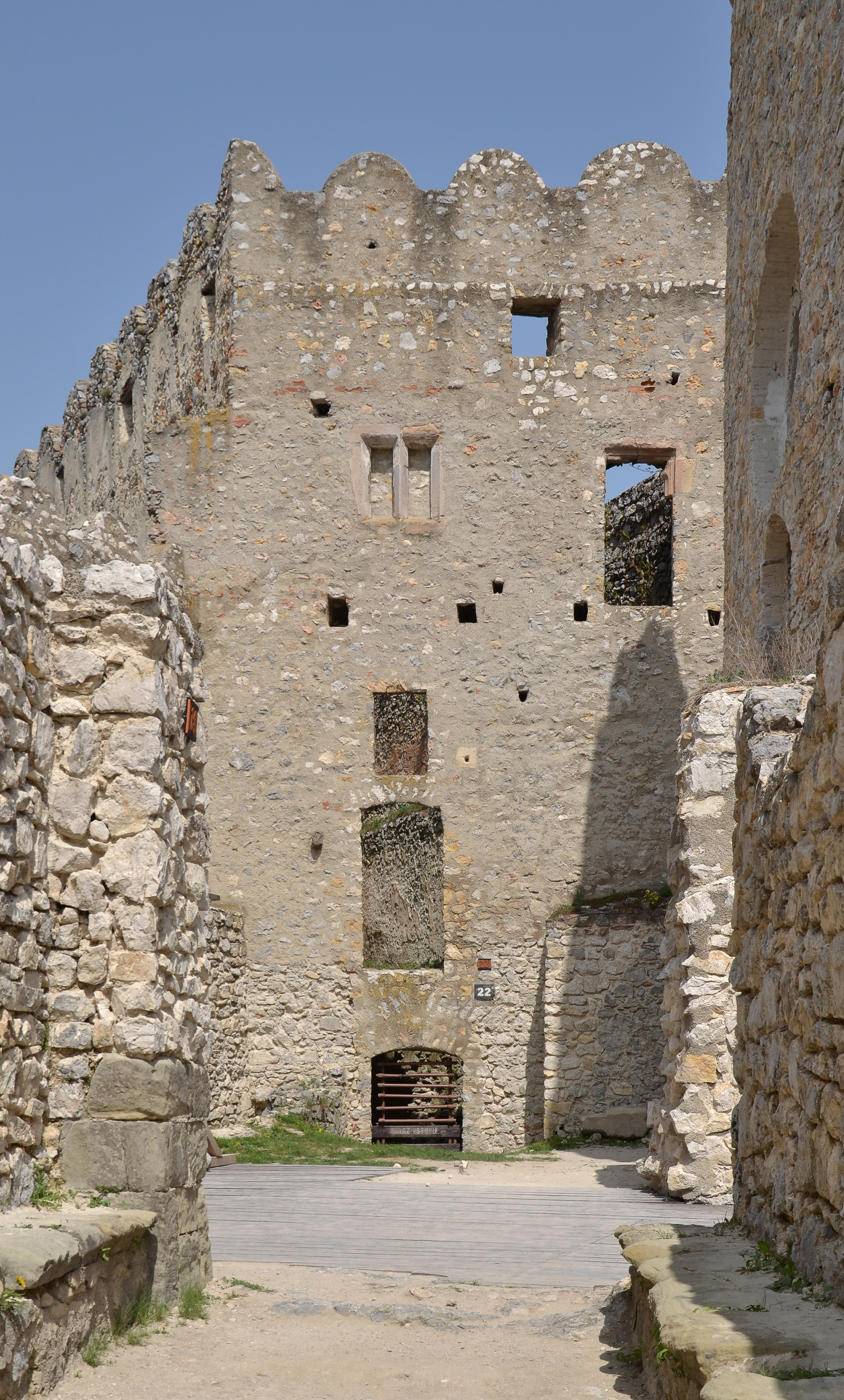
Ruiny północnego pałacu

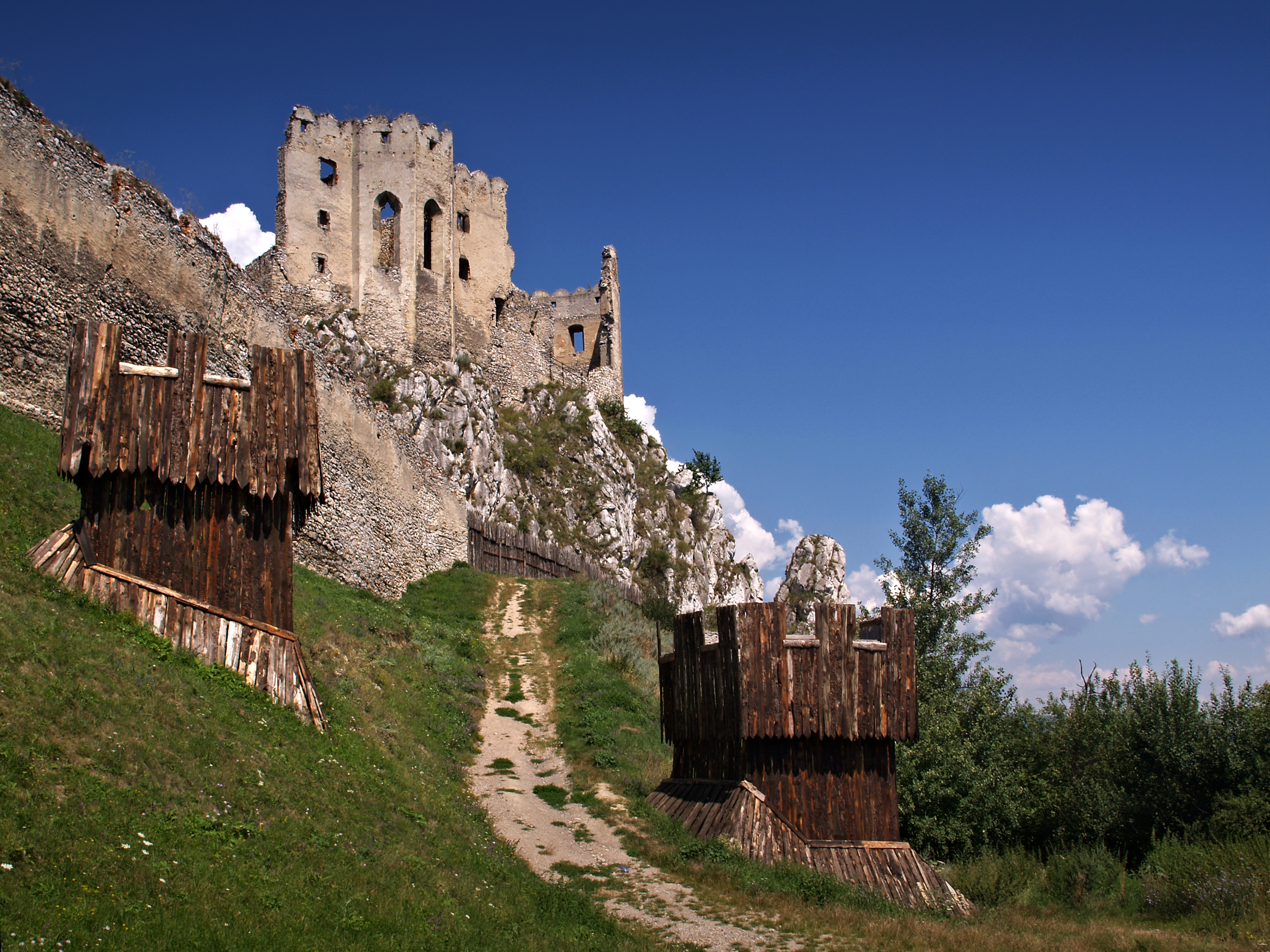
Ruiny kaplicy (przed rekonstrukcją)

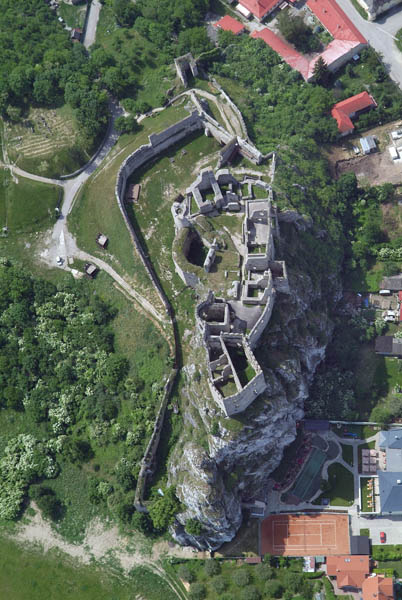
Widok z lotu ptaka

Zamek wznosi się na 70-metrowej wapiennej skale, na wysokości 245 m n.p.m. Kronika węgierska Gesta Hungarorum z XII wieku wspomina już o nim jako o starej twierdzy, lecz być może chodziło o wcześniejszy obiekt, a badania archeologiczne potwierdzają istnienie osadnictwa w tym miejscu już w kulturze lateńskiej. Dzisiejszy, kamienny obiekt zbudowano prawdopodobnie w XIII wieku.
Zamek był jednym z licznych zamków położonych nad Wagiem i strzegącym brodu oraz granic Królestwa Węgier. O jego sile świadczy fakt, że nie został zdobyty przez Mongołów w 1241 roku. Początkowo był w rękach węgierskich monarchów, ale w 1296 roku dostał się w ręce Mateusza Czaka (słow. Matúš Čák III Trenčiansky, węg. Máté Csák), najpotężniejszego z ówczesnych węgierskich arystokratów, przez pewien okres de facto samodzielnego władcy na tych terenach. Czak przebudował zamek na swoją rezydencję, zamek i położone pod nim miasteczko stało się znanym centrum handlu i rzemiosła.
Po śmierci Czaka w 1321 zamek ponownie stał się majątkiem królewskim i administrowali nim kasztelanowie. Według niektórych źródeł w 1379 roku zamek i dobra Beckov uzyskała od króla rodzina Bánffy (Bánfi), za swoją wierną służbę. Od 1388 roku zaczyna się najlepszy okres w historii budowli – otrzymał go wówczas Ścibor ze Ściborzyc – przebudował on Beckov w gotyckim stylu, dobudował nowe obiekty bogato zdobione architektonicznymi detalami i malowidłami.
W 1414 zamek odziedziczył syn, Ścibor Ściborowic – nie miał on męskiego potomka, więc część jego majątku odziedziczyła córka Katarzyna, jednak bez samego zamku. Wróciła ona w rodzinne strony jako żona Pala Bánffy’ego, któremu podarował go król w 1437 roku. Beckov pozostał w rękach tej rodziny aż do wymarcia rodu; ostatni męski przedstawiciel poległ w 1594 w jednej z bitew z Turkami. Wcześniej, w XVI wieku, zamek został dodatkowo obwarowany i przebudowany w stylu renesansowym, podobnie miasteczko zostało otoczone murami miejskimi i fosą. Dzięki temu odparto atak armii osmańskiej w 1530, a w 1599 obroniono się przed ich sojusznikami – Tatarami, którzy zdołali jedynie spalić samą miejscowość. Był to też ostatni przykład świetności zamku, który w XVII wieku został zaniedbany i opustoszał, a majątek rodziny po 1646 roku, kiedy to zmarł ostatni potomek Bánffyych, podzielono wśród wielu dziedziców.
W 1729 w miasteczku wybuchł pożar, który przeniósł się na zamek i zniszczył wnętrza oraz dachy – nieodbudowany, od tego czasu niszczał coraz bardziej, aż zostały z niego tylko ruiny.
Jeszcze pod koniec XIX wieku na zamkowych ścianach widoczne były duże fragmenty dekoracji, z powodu których w dawnej kaplicy zamontowano prowizoryczny dach, który jednak z czasem także zniszczał. Dopiero w latach 70. XX wieku ruiny doczekały się zainteresowania specjalistów i władz – w 1970 zostały uznane za Narodowy Zabytek Kultury (słow. Národná kultúrna pamiatka), a do 1976 roku przeprowadzono rozległe prace archeologiczne oraz konserwacyjne, jednak, w przeciwieństwie do wielu innych zamków słowackich, nie dokonano jego odbudowy, a jedynie zabezpieczono istniejące pozostałości.
W latach 90. został udostępniony publiczności do zwiedzania (w okresie kwiecień-listopad). Kolejne prace konserwacyjne wraz z częściową rekonstrukcją ruiny przeszły w latach 2010-2012.

## Architektura
Zamek składał się z trzech części – najważniejszy był górny zamek, położony w północnej części kompleksu.
Na teren ruin wchodzi się przez resztki barbakanu, który styka się z pozostałościami murów miejskich dzisiejszej wsi. W dawnej wieży strażniczej z XIV wieku znajduje się kasa oraz punkt widokowy. Przedgrodzie z XV wieku kończy brama (w przeszłości w tym miejscu było główne wejście do zamku), prowadząca do gotyckiego dziedzińca zamku dolnego, na którym, po ostatniej rekonstrukcji, stanęły budynki mieszczące m.in. niewielkie muzeum. Dziedziniec otoczony jest murami obronnymi z XIV wieku. W północnej części dolnego zamku, oddzielonej od dziedzińca, znajduje się studnia z XIV stulecia.
Górny zamek został częściowo zrekonstruowany podczas ostatnich prac – dotyczy to m.in. kaplicy z 1410 roku, którą ponownie nakryto dachem. W południowej części górnego zamku zachował się kwadratowy donjon z XII/XIII wieku (jedna z najstarszych części kompleksu), trzy baszty – zachodnia, wschodnia z XV wieku oraz renesansowa, artyleryjska z wieku XVI. Największą powierzchnię mają dwa pałace – zachodni, wybudowany przez Ścibora ze Ściborzyc oraz północny z XV wieku. Na głównym dziedzińcu, powstałym w tym samym czasie co kaplica, znajduje się cysterna na wodę z XV wieku, a całość dopełniają zabudowania gospodarcze, starsze o jedno stulecie oraz trzeci, niewielki pałac w pobliżu kaplicy.

## Kirkut
Pod murami zamku, niedaleko dolnej bramy, znajduje się niewielki cmentarz żydowski, przedzielony drogą prowadzącą z wioski na dwie części. Jest to jedna z najbardziej malowniczych nekropolii żydowskich w kraju i powstała pod koniec XVII wieku.
Starsza część, przy murach, posiada około 80 nagrobków, głównie z XIX wieku i starszych. Młodsza część, położona wyżej, to około 100 nagrobków z pierwszej połowy XX wieku. Od 1991 roku kirkut także jest Narodowym Zabytkiem Kultury.